# Arthur Cayley
Lord Arthur Cayley, FRS, angleški matematik in odvetnik, * 16. avgust 1821, Richmond na Temzi (Richmond upon Thames), grofija Surrey, Anglija, † 26. januar 1895, Cambridge, grofija Cambridgeshire, Anglija.

## Življenje

### Mladost
Cayley je kot otrok najprej osem let preživel v Sankt Peterburgu, kjer je živel njegov oče Henry Cayley, brat sira Georgea Cayleyja, kot trgovec skupaj z ženo Mario Antonio Doughty. Leta 1829 sta se starša naselila v Blackheath pri Londonu. Arthur je začel hoditi v zasebno šolo. Kmalu je pokazal veliko zanimanje za računanje. S štirinajstimi leti je začel študirati na Šoli Kraljevega kolidža (King's College School). Predstojnik šole je opazil Cayleyjevo nadarjenost za matematiko in je predlagal očetu, naj raje izobrazi sina na Univerzi v Cambridgeu, namesto da bi mu pomagal pri njegovih poslih, kot je sprva načrtoval.
S sedemnajstimi leti je Cayley začel študirati na Kolidžu Trinity (Trinity College) Univerze v Cambridgeu. Čeprav je že zelo zgodaj začel z odvetniško prakso, je zaslovel tudi v matematiki. Leta 1852 je postal član Kraljeve družbe v Londonu. Leta 1863 je postal prvi profesor Sadleirove čiste matematike na Univerzi v Cambridgeu. Imel je vodilno vlogo pri vzpostavitvi sodobne angleške matematične šole. S svojimi raziskovanji je prispeval k razvoju višje algebre.

## Dosežki
Leta 1879 je pred člani Londonskega geografskega društva postavil znan problem štirih barv. Je utemeljitelj teorije invariant v algebrskih formah. S svojimi deli je omogočil enotno predstavitev neevklidskih geometrij s sredstvi projektivne geometrije. Njegova dela v 13. zvezkih je izdala Univerza v Cambridgeu.
Po njem se imenujejo Cayleyjeva števila, Cayleyevi oktonioni, bilinearno množenje vektorjev, da se dobi realno algebro brez deliteljev niča za n = 8, ki so posplošitev kompleksnih števil. V skoraj 1000 člankih je razpravljal o determinantah, porajajoči se teoriji grup in matrični algebri.
Ukvarjal se je tudi z dinamiko in fizikalno astronomijo. Njegovo ukvarjanje s 4-razsežno geometrijo je pripomoglo k matematičnemu okvirju Einsteinovih teorij relativnosti.

## Priznanja

### Nagrade
Kraljeva družba iz Londona mu je leta 1859 za njegove matematične članke, objavljene v Philosophical Transactions in različnih angleških in tujih revijah, podelila svojo kraljevo medaljo. Za svoje znanstvene dosežke je Cayley leta 1882 prejel Copleyjevo medaljo Kraljeve družbe.